# Hikae Rock
Der Hikae Rock (japanisch 控え岩 Hikae-iwa, norwegisch Bieknatten, jeweils für ‚Nebenfelsen‘) ist ein 1,5 km langer Felsvorsprung an der Kronprinz-Olav-Küste im ostantarktischen Königin-Maud-Land. Er ragt 1,5 km östlich des Rakuda-Gletschers auf.
Kartografiert und fotografiert wurde er von Teilnehmern der von 1957 bis 1962 dauernden japanischen Antarktisexpedition, die ihn auch benannten. Das US-amerikanische Advisory Committee on Antarctic Names übertrug diese Benennung 1968 ins Englische.